# 札瓦拉縣 (德克薩斯州)
札瓦拉縣（英語：Zavala County）是美國德克薩斯州南部的一個縣。面積3,371平方公里。根據美國2000年人口普查，共有人口11,600人。縣治克里斯特爾市（Crystal City）。
成立於1884年。縣名紀念《德克薩斯獨立宣言》簽署者之一、德克薩斯共和國首任副總統羅倫索·德·札瓦拉（Lorenzo de Zavala）。